# Popeia Sabina
Popeia Sabina (em latim: Poppaea Sabina; Pompeia, 30 - Roma, 65), também chamada de Popeia Sabina, a Jovem, foi uma imperatriz-consorte romana, segunda esposa do imperador Nero. Antes disso, ela já havia sido esposa do imperador Otão. Os historiadores clássicos descrevem-na como sendo uma bela mulher que se utilizou de intrigas para se tornar imperatriz.

## Nascimento
Popeia nasceu em Pompeia em 30 d.C. e era filha de Tito Ólio e Popeia Sabina, a Velha. A maior parte das evidências que sugerem a origem pompeiana de Popeia vem de escavações realizadas nas ruínas cidade destruída em 79 d.C. no século XX. Por exemplo, documentos legais encontrados durante as escavações na cidade vizinha de Herculano atestam que ela era a proprietária de uma olaria de tijolos ou de telhas na região de Pompeia. É muito provável que a família dela seja de fato originária da cidade e acredita-se geralmente que eles podem ter sido os proprietários da casa de Menandro (chamada assim por causa do autor teatral do século IV a.C., Menandro).

## Família
Tito Ólio foi questor durante o reinado de Tibério. A amizade dele com o infame guarda palaciano Lúcio Élio Sejano o arruinou antes que ele conseguisse conquistar um cargo público. Ele era de Piceno e um personagem menor na corte imperial. Tito faleceu em 31.
Popeia Sabina, a Jovem, era uma mulher distinta, que Tácito elogia como sendo muito rica e "a mulher mais amável de seu tempo". Em 47, ela cometeu suicídio depois de ser uma das vítimas inocentes das artimanhas da imperatriz Valéria Messalina: ela foi acusada pela imperatriz de ter cometido o adultério com o ex-cônsul Décimo Valério Asiático.
O pai de Popeia Sabina, a Velha, era Caio Popeu Sabino, um cônsul no ano 9 de origens humildes e governador da Mésia entre 12 e 35. Uma das leis outorgadas durante o seu consulado foi a Lex Papia Poppaea, que tinha como objetivo fortalecer e encorajar o casamento. Foi também nesta época que o futuro imperador Vespasiano nasceu. No reinado de Tibério, ele recebeu um triunfo por conseguir acabar com uma revolta na Trácia em 26. De 15 até a sua morte, Popeu serviu como procônsul (governador) da Grécia e em outras províncias. Competente administrador, Popeu desfrutava da amizade dos imperadores Augusto e Tibério. Ele morreu no final de dezembro de 35.
Depois da morte de Tito Ólio, a mãe de Popeia casou-se com Públio Cornélio Lêntulo Cipião, um comandante de divisão em 22, cônsul em 24 e, posteriormente, senador. Públio Cornélio Lêntulo Cipião era provavelmente meio irmão de Popeia, a Jovem, e serviu como cônsul em 56 e também como senador depois disso.

## Casamentos
Em 44, Popeia casou pela primeira vez quando tinha quatorze anos com Rúfio Crispino, um cidadão da ordem equestre, comandante da guarda pretoriana durante os primeiros dez anos de Cláudio, até 51, quando foi demitido pela nova esposa do imperador, Agripina, a Jovem, que o considerava leal à memória da falecida Messalina, e que o substituiu por Sexto Afrânio Burro. Posteriormente, sob Nero, ele terminou executado. Deste casamento, Popeia teve um filho, também chamado Rufio Cipriano, e que, depois da morte da mãe, seria afogado por Nero numa pescaria.
Popeia casou-se em seguida com Otão, um grande amigo do novo imperador Nero, e que era sete anos mais jovem que ela. Nero se apaixonou por Popeia e os dois se tornaram amantes. De acordo com Tácito, Popeia se divorciou de Otão em 58 e se focou na tarefa de se tornar imperatriz de Roma, esposa de Nero. Otão recebeu ordens de ir para a Lusitânia e apareceria novamente dez anos depois como imperador por um breve período depois da morte de Nero, no chamado "ano dos quatro imperadores". Suetônio data estes eventos depois de 59.

## Imperatriz

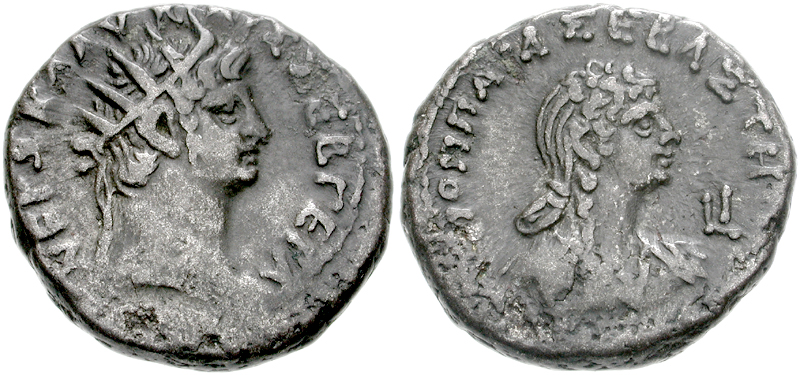
Nero e Popeia Sabina numa tetradracma de 63/64 d.C.

Segundo Tácito, Popeia era ambiciosa e implacável, indicando que ela teria se casado com Otão apenas para se aproximar de Nero e, assim, tornar-se a amante preferida do imperador. Ele alega ainda que a imperatriz teria sido a razão pela qual Nero assassinou sua mãe em 59 para conseguir casar-se com ele. Porém, acadêmicos modernos questionam a confiabilidade desta história, pois Nero só viria a se casar com Popeia em 62. Além disso, Suetônio menciona que, como o marido de Popeia, Otão, não foi enviado para a Lusitânia depois da morte de Agripina, seria muito improvável que uma mulher casada pressionasse Nero para se casar. Alguns estudiosos modernos, porém, teorizam que a decisão de Nero de matar Agripina foi provocada pelos planos dela de colocar Caio Rubélio Plauto (o primo de segundo grau pelo lado materno de Nero) no trono e não pelas intrigas de Popeia.
Ainda assim, Tácito alega que, com Agripina fora do caminho, Popeia pressionou Nero para que ele se divorciasse - e, posteriormente, executasse - sua primeira esposa e meia-irmã Cláudia Otávia para se casar com ela. Otávia foi inicialmente enviada para a Campânia (que, por coincidência, está na mesma região geográfica de Pompeia, terra natal de Popeia) e, depois, a aprisionou na ilha de Ventotene (um local geralmente utilizado para banir membros da família real caídos em desgraça) sob acusações de adultério. Uma vez mais, como no caso de Agripina, historiadores modernos questionam a real pressão exercida por Popeia como sendo o verdadeiro motivo de Nero. Durante o casamento de oito anos com Cláudia Otávia, Nero não teve filhos e, em 62, na época que ele se divorciou de Otávia, Popeia estava grávida. Quando soube disso, Nero se divorciou de Otávia acusando-a de infertilidade e se casou com Popeia duas semanas depois.
O historiador Flávio Josefo, por outro lado, nos conta uma história completamente diferente. Ele diz que a imperatriz era profundamente religiosa (talvez uma prosélita judia em segredo) que urgia a Nero que mostrasse compaixão, principalmente para com os judeus. Porém, em 64, ela assegurou a posição de procurador da Judeia para o marido de uma amiga, Géssio Floro, lembrado mais tarde por sua crueldade para com os judeus.
Popeia deu uma filha a Nero, Cláudia Augusta, em 21 de janeiro de 63, e que morreu com apenas quatro meses. No nascimento de Cláudia, Nero concedeu à mãe e filha o título de augusta.

## Morte
A causa e a data da morte de Popeia são incertas. De acordo com Suetônio, quando Popeia estava grávida do segundo filho, no verão de 63, ela discutiu furiosamente com o marido sobre o tempo que ele passava nas corridas. Num acesso de fúria, o imperador chutou Popeia na barriga, o que provocou a sua morte. Tácito, por outro lado, data sua morte depois do Quinquenália e alega que o chute de Nero foi uma "explosão casual". Ele também menciona que alguns autores (perdidos) alegavam que Nero teria envenenado a esposa, mas demonstrou não acreditar nessas histórias. Dião Cássio alega que Nero teria pulado sobre a sua barriga, mas admitiu que não sabia se fora intencionalmente ou não.
Os historiadores modernos, contudo, levam em conta o grande viés negativo dos três autores contra Nero e a impossibilidade que qualquer um deles tinha de saber o que teria acontecido entre Nero e a esposa, reconhecendo assim que Popeia pode ter morrido simplesmente num aborto complicado ou no parto (no qual o segundo filho não sobreviveu).
Quando Popeia morreu, em 65, Nero ficou muito entristecido e enlutado. O corpo dela não foi cremado e, depois de estufado com ervas aromáticas, foi embalsamado e colocado no Mausoléu de Augusto. Nero elogiou a esposa durante a eulogia funeral e concedeu-lhes honras divinas. Acredita-se que Nero teria queimado o equivalente à produção de dez anos de incenso na Arábia na ocasião.
Depois disso, em 67, Nero ordenou que um jovem liberto, Esporo, fosse castrado e depois se casasse com ele; de acordo com Dião Cássio, Esporo tinha uma impressionante semelhança com Sabina e Nero chegou a ponto de chamá-lo pelo nome de sua falecida esposa.